# Vesselynove
Vesselynove (ukrainien : Веселинове, russe : Веселиново) est une commune urbaine de l'oblast de Mykolaïv, en Ukraine. Elle compte 5 641 habitants en 2021.